# Pointe du Millier
La pointe du Millier est un cap situé sur la commune de Beuzec-Cap-Sizun, entre le pays de Douarnenez et le Cap-Sizun, situé à l'extrême ouest de la Bretagne, dont les falaises atteignent jusqu'à 70 mètres de hauteur. Cette pointe forme l'entrée de la baie de Douarnenez avec le cap de la Chèvre. C'est un site aride sur lequel se trouve un petit phare.

## Des sentiers de promenade
On accède à la pointe du  Millier par différents sentiers, notamment le GR34, qui permet de suivre le bord de la mer dans une vallée de châtaigniers et de robiniers faux acacias et d'accéder également au phare du Millier. Le passage sur ce sentier donne également un joli point de vue sur la baie de Douarnenez ainsi que sur le cap de la Chèvre. À marée basse apparaît une petite plage de sable fin.

## À proximité

### Le phare du Millier
Le phare du Millier a été construit en 1881, sur la côte nord du Cap-Sizun, en baie de Douarnenez, à la pointe du Millier, sur la commune de Beuzec-Cap-Sizun. Il mesure 8m40. Il est en granit enduit et son toit est en ardoises. Il comprend une lanterne, sur une tour à demi encastrée, à 34 mètres au-dessus de la mer.

### Le moulin à eau de Kériolet
Le moulin de Kériolet date de 1868. À l'origine, il a été équipé d'une petite roue horizontale dite « pirouette » que le meunier a remplacé en 1878 par une roue à augets de 8 mètres de diamètre. Ce moulin a été actif jusqu'en 1958. Il appartient à présent au Conservatoire du Littoral et a été restauré en 2008 et est désormais ouvert au public.
La roue est alimentée avec un dénivelé d'environ 5 mètres. Au rez-de-chaussée se trouve la trémie pour alimenter la meule en grains. La machinerie comprend des pignons et des roues. Les meules ont été récupérées au moulin de Lochrist. Une courroie fait monter la farine à l’étage ou des tamis séparent la farine blanche du son. Il est possible d'acheter de la farine à l'étage où se trouve également une documentation sur l'histoire de ce moulin.

### Le bateau de pierre de saint Conogan
Le bateau de pierre de saint Conogan ou vaisseau / barque de pierre, est un bloc granitique, auquel est attachée une légende. Il se situe dans une zone naturelle protégée du cap Sizun sur la lande, à environ 500 mètres de la falaise, sur un sentier pédestre côtier rejoignant le moulin à eau de Keriolet et le phare du Millier.
Le bateau de pierre de saint Conogan est un gros bloc granitique gisant sur la lande. Son caractère mégalithique est incertain. Selon Pierre-Roland Giot, il « paraît être un menhir couché, que l'on pense n'avoir jamais été élevé ».
Le vaisseau, couché sur la lande, d'une longueur de 8 mètres, d'une hauteur de 2,20 mètres et d'une largeur de 3 mètres, repose sur une pierre transversale. Son poids avoisine les 20 tonnes. Aucune signalétique n'est présente aux alentours de la pierre.

### Aménagements
Un bois de cyprès situé au-dessus de la rive gauche du vallon de Keriolet a été abattu en octobre 2020 ; les arbres vieillissants menaçaient la sécurité des promeneurs, ce qui avait en 2018 nécessité une déviation du GR 34. Cet aménagement permettra de protéger et restaurer des milieux naturels d'intérêt européen de type landes sèches atlantiques.

### Les autres lieux à voir
- Audierne (Gwaien)
- La baie des Trépassés
- Cléden-Cap-Sizun
- Pont-Croix (Pontekroaz)